# Coline Devillard
Coline Devillard (Saint-Vallier, 9 ottobre 2000) è una ginnasta francese, due volte campionessa europea al volteggio, bronzo mondiale al volteggio nel 2022 e membro della squadra francese vincitrice del bronzo mondiale nel 2023.

## Carriera
Coline Devillard nel 2014 si laureò campionessa francese al volteggio, oltre a vincere il bronzo alla trave durante gli stessi Campionati nazionali, dove vinse una medaglia d'argento al volteggio l'anno successivo e l'oro nel 2016.
Prese parte ai Campionati europei di Cluj-Napoca 2017 laureandosi campionessa continentale al volteggio, con 14.467 punti, davanti alla neocampionessa individuale Elissa Downie (14.350 punti) e a Boglárka Dévai (14.317 punti). Quella della Devillard è il primo e finora unico oro europeo al volteggio per una ginnasta francese. Lo stesso anno disputò a Montréal i suoi primi Mondiali, non riuscendo però a qualificarsi per la finale al volteggio.
Ai successivi Europei di Glasgow 2018 insieme a Juliette Bossu, Marine Boyer, Lorette Charpy, e Mélanie de Jesus dos Santos, vinse una storica medaglia d'argento, miglior risultato per la nazionale francese in una finale a squadre europea. Partecipò anche alla finale al volteggio, col secondo migliore punteggio in fase di qualificazione, ma il secondo salto le costò il podio facendole concludere la finale in sesta posizione. 
Il volteggio le valse una nuova medaglia d'argento agli Europei di Stettino 2019, dietro Marija Paseka.
Fra il 2019 e il 2021 partecipò a diverse tappe di Coppa del mondo per attrezzo con l'obiettivo di qualificarsi individualmente per le Olimpiadi di Tokyo (dal momento che il formato di squadra a quattro persone in vigore per questa edizione dei Giochi penalizzava le specialiste, la FGI diede la possibilità di qualificarsi tramite i risultati ottenuti durante le tappe di Coppa del mondo, grazie alle quali quindi quattro ginnaste (una per ogni attrezzo) avrebbero potuto partecipare alle Olimpiadi pur non venendo incluse nella squadra). Tuttavia al termine del circuito la vincitrice per quanto riguarda il volteggio risulta essere la statunitense Jade Carey.
Nel 2022 ha vinto la medaglia di bronzo nella finale al volteggio ai Mondiali di Liverpool.